# Dasyvalgus bonifacyi
Dasyvalgus bonifacyi är en skalbaggsart som beskrevs av Renaud Maurice Adrien Paulian 1961. Dasyvalgus bonifacyi ingår i släktet Dasyvalgus och familjen Cetoniidae. Inga underarter finns listade i Catalogue of Life.